# Вулиця Військова (Прилуки)
Військова вулиця — вулиця в західній частині (Квашинці) міста Прилуки. Пролягає від вулиці Квашинської (будинки № 5, 11а) на південь до початку вул. Костянтинівської, паралельно вулицям Квашинській та Козачій; перетинає вулиці Івана Скоропадського, Київську, Небесної Сотні. Прилучається Воєнний провулок. Довжина 700 метрів, з твердим покриттям. Закінчується буд. № 53, 60.

## Історія
Прокладена у першій половині XIX ст. за генеральним планом забудови міста 1802 року. Спершу мала назву Воєнна вулиця.
У 1900 році налічувала 21 володіння, 25 житлових будинків. На початку XX ст. на Воєнній вулиці мешкали козаки Дейнеки, Овдієнкі, Садові, Сидорки; міщани Волики, Короваї, Кравецькі, Мавли, Мірошниченки, Рашевські, Тирки, Хантілі, Чередниченки; селяни Кобзарі, Копильці, Кропиви, Назаренки, Холоди; родина почесного громадянина з селян Степана Онопрійовича Книша. В садибі міщанина Павленка знаходилось кустарне підприємство по обробці шкіри (чинбарня).
На початку XX ст. міщанка Тауба Фаліковна Марієнгоф на куплених у Дроботьків і Гордієнків левадах у кінці вулиці побудувала гарний житловий будинок, пивоварний і цегельний заводи. Нині на цій території розташований Цегельний завод № 1 і Заводоуправління будівельних матеріалів (буд. № 60). Забудована індивідуальними житловими будинками.
З 1985 до 2023 року носила назву на честь Героя Радянського Союзу Олександра Кузьмовича Алгазіна.

## Пам'ятки
Збереглися пам'ятки народної архітектури:
- двоповерховий будинок заводчиків Марієнгофів з фасадом, прикрашеним фігурною цегляною кладкою (на території заводоуправління) початку XX ст.,
- хата козака Сидорка (№ 32-а) 2-ї половини XIX ст.,
- будинок почесного громадянина із дворян Кривуші (№ 22) кінця XIX — початку XX ст.